# Тибетське плато

Тибетське плато

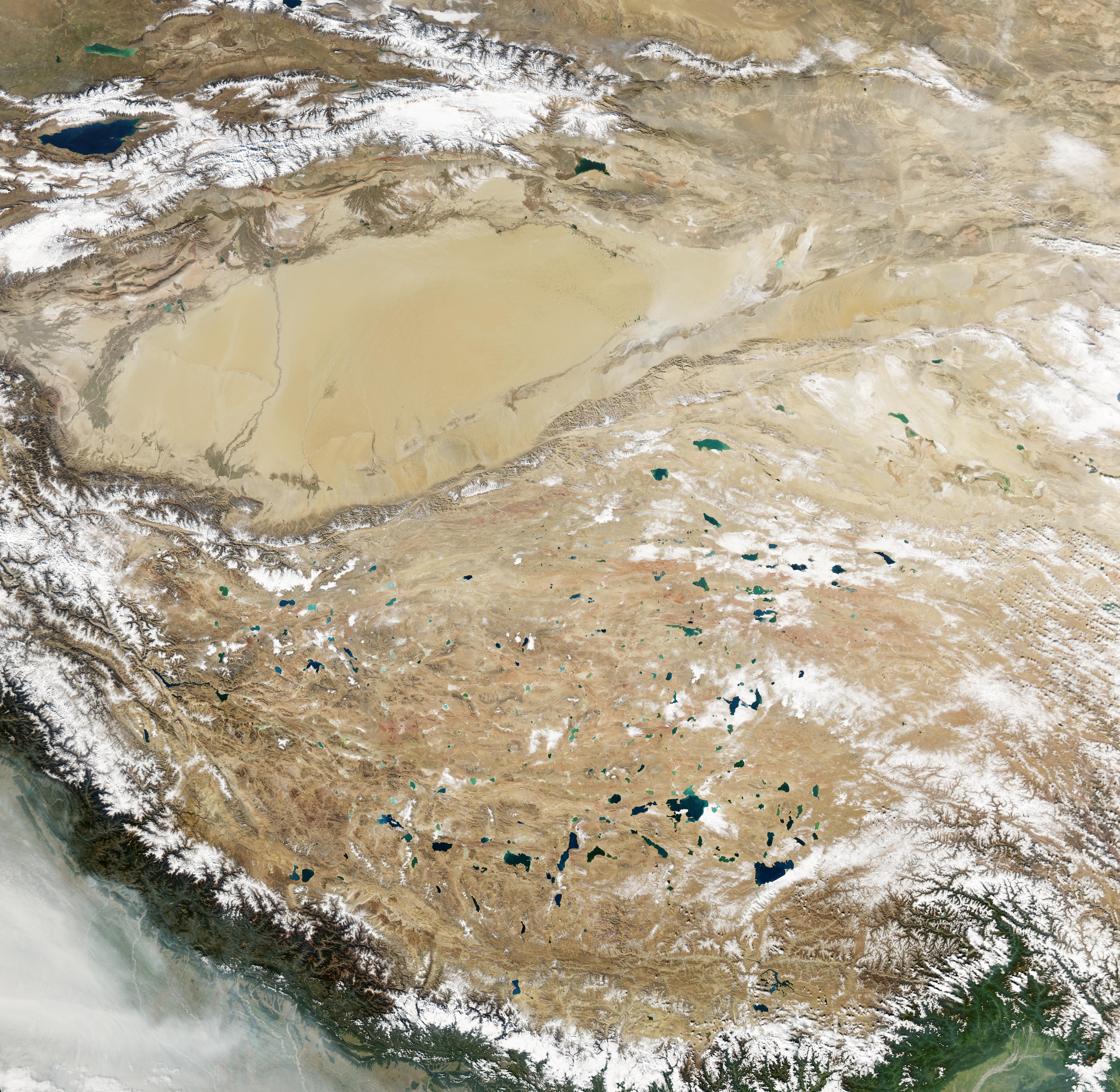
Супутниковий знімок Тибетського нагір'я

Тибетське нагір'я (кит.: 青藏高原, піньїнь: Qingzang Gaoyuan) — найбільше у світі нагір'я, розташоване в Центральній Азії, що складається з різноманітних плоскогір'їв, гірських хребтів і масивів, що іноді чергуються з широкими плоскими улоговинами, плато і долинами. Вкриває більшу частину Тибетського автономного району і провінції Цінхай КНР та Ладакху і Кашміру в Індії. Його розміри — 1000 на 2500 км, середня висота — понад 4500 м.

## Опис
Тибетське нагір'я оточене масивними гірськими хребтами.Плато межує на півдні з Гімалаями, на півночі хребет Куньлунь відокремлює його від Таримського басейну, на північному сході Ціляньшань відокремлює плато від коридору Хесі і пустелі Гобі. На сході і південному сході плато змінюється лісовими ущелинами де є верхів'я річок Салуїн, Меконг і Янцзи на заході провінції Сичуань (Сино-Тибетські гори) і південному заході провінції Цинхай. На заході переходить у хребет Каракорум.
Обмежене гірськими системами Гімалаїв, Каракорума, Куньлуню, Сіно-Тибетськими горами. Утворює сполучення плоских і слабко-горбистих рівнин на висотах 4000-5000 м з хребтами, які досягають 6000-7000 м.
Рівнини укладені переважно пісковиками, вапняками, сланцями, хребти — переважно ґранітами та ґнейсами. По південній околиці, вздовж північних схилів Гімалаїв — тектонічний прогин, який використовується долинами верхнього Інду та Брахмапутри. Клімат різко континентальний, суворий. На Т.н. беруть початок великі азійські річки — Інд, Брахмапутра, Меконг, Янцзи, Хуанхе та ін.